# Clement Cliford
Clement Leslie Cliford (født 9. maj 1977) er en tidligere dansk fodboldspiller, der blandt andet spillede angriber i F.C. København. Clement er ansat af DBU som assistenttræner for det danske Futsal landshold, og underviser økonomi på Copenhagen Business School. 
Han spillede for Boldklubben Vestia, B93, KB, FC København, Hvidovre IF og Silkeborg IF. Han spillede desuden u19 & 9 U21-landskampe, og scorede 4 mål.
Har også spillet a-landskampe for det danske Futsal landshold.
Fra juli 2006 var han ass.træner i 1. Div. for Ølstykke frem til januar 2008, hvorefter han overtog jobbet som cheftræner fra Klavs Rasmussen Fra 1. januar 2008 til 12. maj 2008 var han træner for Ølstykke FC. Han blev dog fyret, fordi klubben rykkede ud af 1. division. I juli 2008 frem til december 2012 var han assistenttræner i 2. Div. For HIK Hellerup IK.

## Eksterne Henvisninger
- Clement Clifords spillerprofil i DBU's Landsholdsdatabase
- Clement Clifords spillerprofil på Transfermarkt (engelsk)
- Clement Clifords trænerprofil på Transfermarkt (engelsk)
- Clement Clifords profil hos FootballDatabase.eu (engelsk)